# Luis Valdez

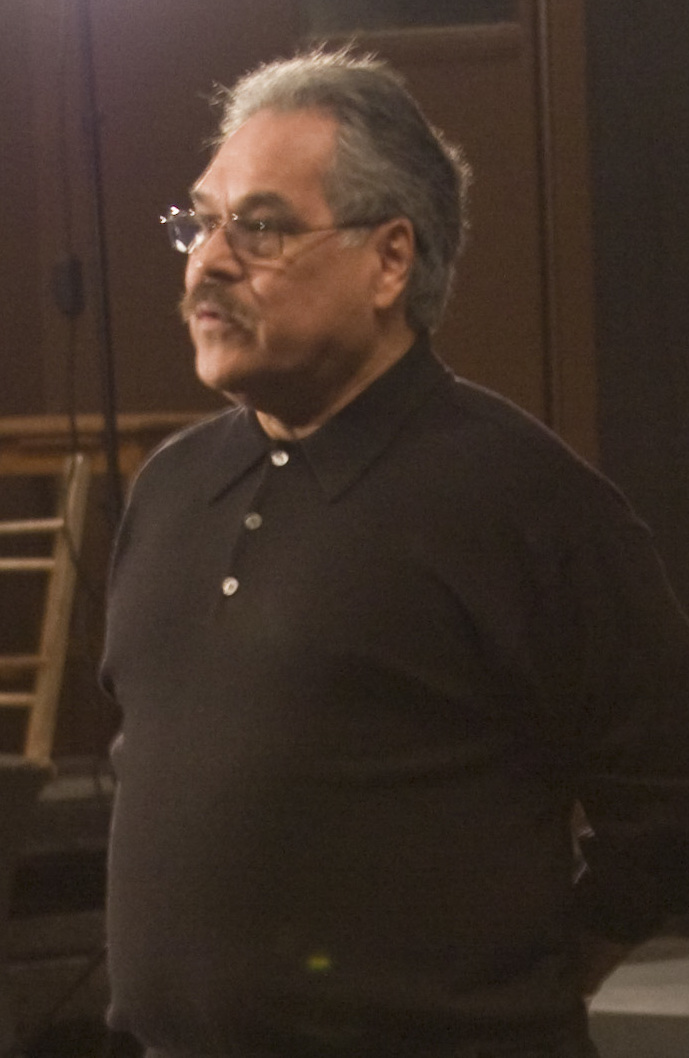
Luis Valdez, 2008

Luis Valdez (* 26. Juni 1940 in Delano, Kalifornien) ist ein US-amerikanischer Dramatiker, Schriftsteller, Produzent sowie Filmregisseur. Auf Grund seiner mexikanischen Abstammung werden seine literarischen Arbeiten der Chicano-Literatur zugerechnet.

## Biographie
Luis Valdez stammt von mexikanischen Wanderarbeitern ab, die als Erntehelfer ihr Geld verdienten. Er machte seinen Abschluss auf der James Lick High School in San José und studierte, durch ein Stipendium für Mathematik und Physik, an der privaten San José State University. Später machte er 1964 seinen Abschluss in Englisch. Nach seinem Studium schloss er sich zeitweilig der San Francisco Mime Troupe an und kehrte darauf nach Delano zurück. Um den Streik der United Farm Workers zu unterstützen, gründete Valdez die Theatergruppe El Teatro Campesino. Zwei Jahre lang führt das Teatro am Rand der Felder seine Agitationsstücke auf, um die Streikenden zu bestärken und Zweifelnde zu gewinnen. Alle Darsteller waren selbst Wanderarbeiter. Valdez agierte als Autor und Regisseur der Stücke.
Luis Valdez ist Gründungsmitglied der California State University, Monterey Bay, die ein Teil des California-State-University-System ist.

## Ausbildung
Valdez wurde in Stratford, Kalifornien, eingeschult. Sein Interesse am Theater begann in der ersten Klasse. Während der gesamten Schulzeit organisierte Valdez Theaterstücke in der Schule und führte in seiner Garage Puppenspiele auf, die sich, wie er sich erinnert, meist um Märchen drehten.

## Filmografie (Auswahl)
- 1975: Fighting for Our Lives (Dokumentarfilm)
- 1987: La Bamba
- 1994: The Cisco Kid
- 2017: Coco – Lebendiger als das Leben! (Coco, Stimme)

## Ehrungen und Preise (Auswahl)
- Golden Globe Award, nominiert für Zoot Suit und La Bamba
- 1982 Cartagena Film Festival für den besten Film
- 1987 George Peabody Award
- 1990 California Governor’s Award
- 1994 Orden vom Aztekischen Adler (Águila Azteca), höchste im Ausland vergebene Auszeichnung Mexikos
- 2024 Mitglied der American Academy of Arts and Sciences

## Schriften und Interviews
- Luis Valdez: Zoot Suit and Other Plays, Players Press (1992) ISBN 1-55885-048-1
- Interview mit Luis Valdez über El Teatro Campesino in: Theater heute 9/1972

## Sekundärliteratur
- Dieter Herms: Die zeitgenössische Literatur der Chicanos (1959–1988). Frankfurt am Main: Vervuert 1990
- H. Rischbieter: Spielformen des politischen Theaters. Über das Teatro Campesino in Kalifornien und das Bread and Puppet Theater in New York. In: Theater heute, 9. Jahrgang 1968, Heft 4